# Otýlie Beníšková
Otýlie Beníšková (zd. Jelínková; ur. 25 października 1882 w Rakovniku, zm. 22 sierpnia 1967 w Pradze) – czeska aktorka; siostra aktorki Terezie Brzkovej, Marii Spurnej i Hany Vojtovej-Jelínkovej.

## Biogram
Członkini licznych teatrów – Teatru Narodowego w Brnie (1902–1906), Teatru Miejskiego na Vinohradach Królewskich (1907–1909), Teatru Miejskiego w Pilźnie (1906–1907 i 1909–1932), Słowackiego Teatru Narodowego w Bratysławie (1932–1938), Teatru Uránie (1941–1945), Teatru Piątego Maja (1945–1948) oraz Teatru E.F. Buriana w Pradze (1948–1960).
Aktorka ról realistycznych, wymagających podejścia psychologicznego. Grała różne role teatralne, od ról dziecięcych, poprzez kobiety naiwne, po wielkie postaci tragiczne.
W 1952 odznaczona tytułem honorowym „Narodowy Artysta Czechosłowacji”.

## Role teatralne
- Mahulena (Julius Zeyer, Radúz a Mahulena, 1904)
- Vojnarka (Alois Jirásek, 1933)
- Matka (Karel Čapek, 1938, 1953)
- Fatima (Nâzım Hikmet, Píseň o turecké zemi, 1952)

## Filmografia
- Ohnivé léto (1939)
- Srdce v celofánu (1939)
- Pražský flamendr (1941)
- Až se vrátíš… (1947)
- Chceme žít (1949)
- Anna proletariuszka (1953)
- Tanková brigáda (1955)
- Labakan (1956)
- Legenda o lásce (1956)
- Padělek (1957)
- Procesí k Panence (1961)